# 西伯靈頓 (紐約州)
西伯靈頓（英語：West Burlington）是位於美國紐約州奧齊戈縣的非建制地區。

## 歷史
西伯靈頓的郵局自1832年營運至今。

## 地理
西伯靈頓所處的海拔為高於海平面386米（即1266英呎），而該地所採用的時區為UTC-5，即北美东部时区（EST）。同時該地設有夏令時間，為UTC-5調快一小時，即UTC-4（EDT）。